# 神戸丸 (大島運輸)
神戸丸は、大島運輸が運航していたフェリー。

## 概要
三菱重工業下関造船所で建造され、1974年4月27日に神戸 - 奄美 - 那覇航路に就航した。
1976年2月、鹿児島航路に就航していたひかりと配船を入れ替え、本船が鹿児島航路、「ひかり」が神戸航路に転配された。
1977年11月、あけぼの丸の就航により、再び神戸航路に転配、「ひかり」は団体専用船となった。

## 設計
新さくら丸と基本的に同型船である。
両舷船尾にランプウェイを装備しており、トラック、乗用車などをロールオン・ロールオフ方式で車両甲板に搭載するほか、船首甲板および船尾甲板がコンテナスペースとなっており、コンテナをデリックによるリフトオン・リフトオフ方式で搭載する。

## 船内

### 船室
- 特別室（3名）
- 特一等室（33名）
- 一等室（151名）
- 特二等室（299名）
- 二等室（674名）